# Дон Тапскотт
Дон Тапскотт (нар. 1 червня 1947) — канадський бізнес-ґуру, автор, консультант та оратор, що спеціалізується на бізнес-стратегії, організаційних перетвореннях та ролі технологій у бізнесі та суспільстві. Він є генеральним директором «The Tapscott Group», заснував та очолював міжнародний аналітичний центр «New Paradigm», а потім його придбав.
Співзасновник і виконавчий директор Інституту досліджень технології блокчейн (Blockchain Research Institute).

## Кар'єра
Тепскотт є автором або співавтором п'ятнадцяти книг про застосування технологій у бізнесі та суспільстві. Його книга за 2006 рік, «Вікіноміка: як масове співробітництво змінює все» (2006), написана у співавторстві з Ентоні Д. Вільямсом і стала міжнародним бестселером, номером один в рейтингах управлінських книг 2007 року і була переведена на 20 мов.
Тепскотт живе в Торонто. Він є ректором своєї альма-матер, університету Трента, а також ад'юнкт-професором менеджменту в Школі управління Джозефа Л. Ротмана, університеті Торонто.
З 2017 року Тепскотт бере участь у міжгалузевих групах, які намагаються просунутися у розв'язанні питань управління у новітній блокчейн індустрії. У 2016 році Дон Тепскот, разом з сином Алексом написали книгу «Блокчейн-революція. Як технологія, що лежить в основі біткойна та інших криптовалют, змінює світ», що вважається першою комплексною спробою звести докупи знання про новітню блокчейн-технологію та зробити прогноз щодо її розвитку. На основі книги всесвітньо відома бізнес-школа INSEAD розробила серію онлайн-курсів, який читають автори на Coursera.
Українською мовою книга вийшла 2019 року у видавництві Літопис у серії ICU Business books.

## Раннє життя та освіта
Тапскотт народився в Торонто і жив в підлітковому віці в Орілль, Онтаріо, де він був частиною першого випускного класу Енциклопедичного інституту Park Street.
Тапскотт має ступінь бакалавра в галузі психології та статистики, а також M.Ed. спеціалізується на методології дослідження. Здобувши цей ступінь в університеті Альберти, він пройшов позицію на посаді міського голови Едмонтона на муніципальних виборах 1977 року на ім'я Лідії революційних робітників.

## Нагороди та визнання
Тейпкотт має три почесних ступені доктора юридичних наук (honoris causa), отриманий Альбертським університетом у 2001 році, університетом Трента у 2006 році та університетом Макмастер у 2010 році. Він був призначений членом Ордена Канади у 2015 році.